# 竹田美沙紀
竹田 美沙紀（たけだ みさき、1994年1月16日 - ）は、日本の元ファッションモデル。エヴァーグリーン・エンタテイメントに所属していた。大阪府守口市出身。

## 来歴
いとこが芸能関係の仕事をしていたので、自身も芸能界に興味を持ち、2007年、ローティーン向けファッション雑誌「ラブベリー」（徳間書店）の第6回ラブベリー専属モデルオーディションに応募する。編集者の「自然体な姿に惹かれた」「素直そうな雰囲気がとても好印象」という選考理由で準グランプリを獲得。同年6月号から同誌の専属モデル（ラブベリーナ）として活動し2010年3月号で卒業した。その後所属事務所を退社。

## 人物
- 特技は小学1年生からやっている一輪車とピアノ、趣味はお喋り。
- 3人兄弟で妹と弟がいる[3]。
- 1人称は「うち」「美沙」[4]。
- 将来の夢は女優かパティシエ[4]。

### 嗜好
- 好きな芸能人は歌手の倖田來未[2]。
- 好きな色は黒色、紫色[5]。
- 好きな食べ物は梅、おつまみ系の食べ物[5]。
- 好きなスポーツはバドミントン[6]。
- 好きな歌は湘南乃風の「睡蓮花」[4]、倖田來未の「人魚姫」[7]。

### 交友関係
- 最も仲の良いラブベリーナは川島麻利、朝日奈央、武藤明日香の同期3人で特に川島と仲が良い[3]。

## 出演

### 雑誌
- ラブベリー（徳間書店、2007年6月号 - 2010年3月号）専属モデル

### CM
- サーティワンアイスクリーム（2008年4月26日 - ）